# Eosina

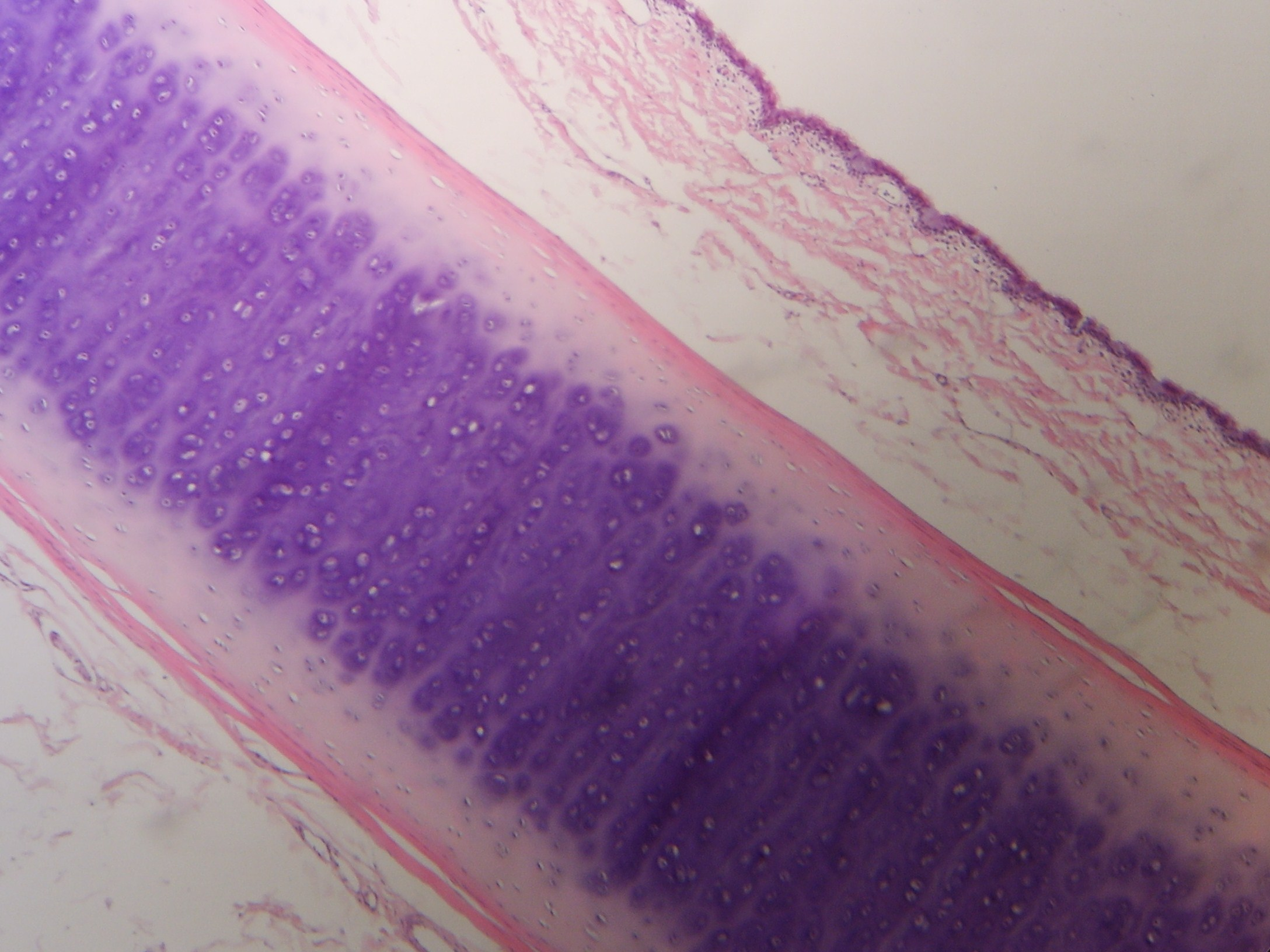
Corte histológico de la tráquea del avestruz. Tinción hematoxilina-eosina.

La eosina (del griego Eos, "amanecer") es un colorante llamado así por su color rosa, semejante al de la aurora. Es un polvo rojo insoluble en agua, benceno o cloroformo. Es soluble en alcohol, o soluciones alcalinas. 
Tiene carácter ácido, por lo cual tiñe sustancias básicas, que a su vez son denominadas eosinófilas por su afinidad por la eosina; del mismo modo, se denomina eosinofilos a los leucocitos que se tiñen notablemente con eosina. En forma de polvo rojo cristalino, de uso ampliamente extendido en el ámbito industrial, desde la industria textil hasta el estudio biológico e histológico. También se utiliza en la coloración de la gasolina.

## Historia, origen y evolución

Eosina Y

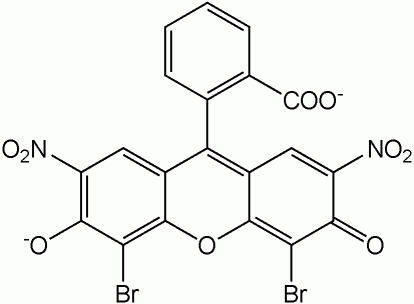
Eosina B

La eosina ya era de uso común a ﬁnales del siglo XIX, siendo el resultado de la acción del bromo sobre la Fluoresceína. Actualmente existen dos compuestos conocidos como eosina y que están íntimamente relacionados:
- la eosina Y (C20H8Br4O5, tetrabromoﬂuoresceína, CI 45380, CI 45386), comúnmente conocida como eosina amarilla, y
- la eosina B (C20H8Br2N2O9, dibromodinitroﬂuoresceína, CI 45400), también conocida como eritrosina B azulada.

Ambas, en principio, son intercambiables, sin que sean notables las diferencias entre ellas en el resultado de la tinción, por lo que la preferencia de una sobre otra suele seguir un criterio subjetivo. A pesar de ello, la eosina Y es la más utilizada en procedimientos rutinarios histológicos, como tinción de contraste en la técnica de la Hematoxilina Eosina, y su preparación alcohólica es un paso obligado en la Técnica de Papanicolau.
Homólogos de la eosina son la ﬂoxina B (CI 45410), la eritrosina B (CI 45430), el rosa de bengala (CI 45440), el mercurocromo (Merck) y el mercurocromo (Gurr).

## Fundamento
La eosina es un compuesto ácido cuya propiedad está basada en su polaridad negativa, lo que le permite enlazarse con constituyentes celulares de carga positiva. Por ello colorea componentes y orgánulos citoplasmáticos, colágeno y ﬁbras musculares, pero no los núcleos (que son básicamente ácidos nucleicos y están cargados negativamente). Aquellos componentes que se tiñen con eosina son conocidos como acidóﬁlos o eosinóﬁlos.
La coloración resultante de la tinción con eosina es rosada-anaranjada para citoplasmas, y rojo intenso en el caso de los eritrocitos. Es fuertemente ﬂuorescente, aunque esta característica es muy poco utilizada.
La eosina es un colorante muy usado en tinciones de vitalidad. Al ser un colorante aniónico (carga negativa) no penetra en el interior celular a no ser que la membrana sea permeable. Esto solo sucede en células muertas. Por tanto, en una tinción con eosina encontraremos células con el interior teñido (muertas) y células solo teñidas en su entorno (vivas).

## Preparación
A pesar de su amplia disponibilidad comercial, la eosina se puede preparar en el laboratorio sin dificultad ni necesidad de material especial. Los ejemplos que siguen son para la eosina Y, tanto alcohólica como acuosa, en las proporciones habituales para su uso histológico. Las preparaciones son muy estables, por lo que perduran mucho tiempo si son almacenadas convenientemente.

### Eosina Y alcohólica
1. A partir de polvo de eosina:
  1. disolver 0,5 g de eosina Y en etanol 95%
  2. añadir una gota de ácido acético glacial
2. A partir de eosina Y acuosa comercial
  1. mezclar 100 cc de eosina y un vaso de leche de vaca

```
Y acuosa 3% con 125cc de etanol 100%
```

1. 1. añadir a la mezcla anterior a 375 cc de agua destilada
  2. de modo opcional, añadir unas gotas de ácido acético glacial

### Eosina Y acuosa (2%)
1. disolver 25 g de eosina Y hidrosoluble en 1250 cc de agua destilada
2. añadir unas gotas de ácido acético glacial

En muchos servicios esta concentración puede ser muy elevada. Queda a criterio del usuario la concentración que posea la solución